# Tanaecia ludekingii
Tanaecia ludekingii är en fjärilsart som beskrevs av Vollenhoven 1860. Tanaecia ludekingii ingår i släktet Tanaecia och familjen praktfjärilar. Inga underarter finns listade i Catalogue of Life.